# Повіс
По́віс (англ. Powys) — область у складі Уельсу. Розташована на сході країни. Адміністративний центр — Лландріндод-Веллс.
Особливості: національний парк Брекон-Біконс, Чорні гори; річки Вай та Северн, витоки яких знаходяться в Плінлімоні та Дайведі відповідно; озеро Вайрнві, штучне водоймище, що постачає Ліверпуль і Бірмінгем; центр альтернативних технологій поруч з Макайнлетом.
Розводять велику рогату худобу молочних порід та овець.
Поширені мови — англійська та валлійська (20 %).
Відомі особистості — Джордж Еверест, Джордж Герберт, Роберт Оуен.

## Найбільші міста
Міста з населенням понад 5 тисяч осіб:
| № | Місто             | Населення, осіб (2001) |
| - | ----------------- | ---------------------- |
| 1 | Ньютаун           | 10 358                 |
| 2 | Брекон            | 7 901                  |
| 3 | Велшпул           | 5 539                  |
| 4 | Лландріндод-Веллс | 5 024                  |